# Агуада-де-Сима
Агуада-де-Сима (порт. Aguada de Cima)  —  район (фрегезия) в Португалии,  входит в округ Авейру. Является составной частью муниципалитета  Агеда. Находится в составе крупной городской агломерации Большое Авейру. По старому административному делению входил в провинцию Бейра-Литорал. Входит в экономико-статистический  субрегион Байшу-Воуга, который входит в Центральный регион. Население составляет 3952 человека. Занимает площадь 27,55 км².
Покровителем района считается Святая Евлалия (порт. Santa Eulália). 